# Aurora Sanseverino
Aurora Sanseverino (Saponaria, 28 aprile 1669 – Piedimonte Matese, 2 luglio 1726) è stata una nobildonna, poetessa e mecenate italiana, tra i più importanti salottieri e committenti del Regno di Napoli.

## Biografia
Nacque a Saponaria, nel Principato Citra (l'odierna Grumento Nova, in provincia di Potenza), da Carlo Maria Sanseverino, principe di Bisignano e conte di Saponaria e Chiaromonte, e Maria Fardella, contessa di Paceco. Nata nel giorno in cui i Romani erano soliti iniziare i Giochi dedicati alla dea Fortuna e celebrare le Feste Floreali, il suo nome è probabilmente ispirato ad un dipinto del tempo realizzato dall'abate Giovanni Ferro, intitolato L'Aurora, in cui era raffigurata una bellissima fanciulla che spargeva fiori sul mondo.
Fin da bambina si dedicò agli studi di svariate discipline come latino, filosofia, pittura e musica ma la sua vera passione fu la poesia. Su pressione del padre, un primo matrimonio, molto precoce, avvenne il 25 dicembre 1680, all'età di 11 anni, con il conte Girolamo Acquaviva di Conversano, ma durò solo fino al settembre 1681. Ritornò a Saponaria per un breve periodo e compì diversi viaggi con il padre, a Palermo e Napoli.
Un secondo matrimonio avvenne il 28 aprile 1686 con Nicola Gaetani dell'Aquila d'Aragona, conte di Alife, duca di Laurenzana e principe di Piedimonte, a cui diede due figli, Cecilia e Pasquale. L'evento fu celebrato con una cerimonia fastosa a Saponaria, in cui venne anche organizzato dal padre il dramma pastorale Eliodoro di Giovanni Buonaventura Viviani. Dopo il matrimonio, si trasferì nella dimora del marito a Napoli, città all'epoca caratterizzata da un'intensa vita culturale. Nella sua casa napoletana ospitò vari poeti, musicisti e pittori, dando così vita ad un noto salotto letterario, frequentato da personalità come Giambattista Vico, Alessandro Scarlatti, Francesco Solimena, Gian Vincenzo Gravina e Giuseppe Valletta. Oltre alla letteratura, fu un'abile cacciatrice, partecipando a battute di caccia al cinghiale sui monti del Matese.
Per suo volere venne fatto erigere a Piedimonte, vicino al Palazzo Ducale della famiglia Gaetani, un piccolo teatro in cui precedentemente vi era il seggio comunale. Oltre al teatro presso il Palazzo Ducale, la nobildonna si dedicò anche ad attività benefiche: fece realizzare il "Conservatorio delle orfane" di Piedimonte (1711), che ospitò numerose fanciulle e l'amministrazione fu affidata alla confraternita di Santa Maria Occorrevole; il "Convento delle Grazie", in cui affidò ai religiosi l'istruzione pubblica per i fanciulli della zona e la "Chiesa dell'Immacolata Concezione dei Chierici Regolari Minori". Con la morte della cantante bolognese Anna Sarti, aiutò a sue spese la madre e le due sorelle, invitando il compositore e suo protetto Giacomo Antonio Perti ad occuparsi di loro. La Sarti si esibì diverse volte al teatro San Bartolomeo, probabilmente sotto la protezione della Sanseverino.
Il suo ultimo periodo di vita fu contrassegnato da alcuni tristi avvenimenti come la morte dei figli Pasquale e Cecilia. Cecilia, morta nel 1710, aveva da poco dato i natali a Raimondo di Sangro, futuro inventore e alchimista di idee illuministe. La Sanseverino si spense nel 1726, all'età di 57 anni. Fu sepolta nella Chiesa dell'Immacolata Concezione, da lei fatta edificare. Suo marito Nicola morì nel 1741, a 79 anni, e, come scrisse il pittore e biografo Bernardo De Dominici, con la morte del duca rimase «sepolta la gloria di quella casa, giacché poteva dirsi estinta da che mancò la sua magnanima sposa».

## Attività culturale

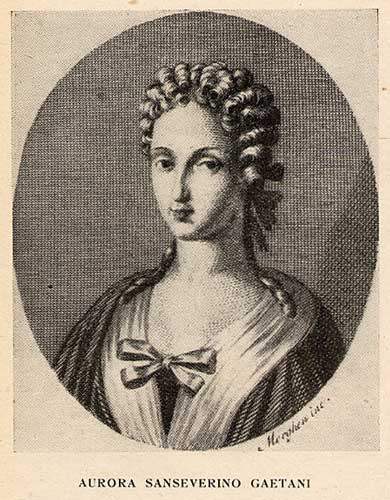
Aurora Sanseverino

Nel 1691 si iscrisse all'Accademia dell'Arcadia di Roma, dove ebbe come maestro il canonico Giovanni Mario Crescimbeni ed assunse il nome di Lucinda Coritesia, componendo diverse poesie. La Sanseverino frequentò anche l'Accademia degli Spensierati di Rossano, presieduta da Giacinto Gimma. Fu anche membro della Colonia Sebezia di Napoli e dell'Accademia degli Innominati di Bra con lo pseudonimo La Perenne.
Nel teatro presso il Palazzo Ducale di Piedimonte si tennero diversi spettacoli. Nel 1699 venne inscenata una commedia, di autore ignoto, intitolata Marte e Imeneo, ove la Sanseverino partecipò come attrice. Il prologo venne musicato dal compositore bolognese Giacomo Antonio Perti, con il quale la dama ebbe un lungo contatto artistico ed una corrispondenza epistolare, conservata presso il Museo Bibliografico Musicale di Bologna.
Nel 1707 venne rappresentato Il Radamisto, melodramma di Niccolò Giuvo (librettista da lei protetto che visse presso la sua corte) e Nicola Fago. Vennero organizzate altre esibizioni teatrali come La Semèle di Giuvo, La cassandra indovina di Giuvo e Fago, Aci, Galatea e Polifemo di Georg Friedrich Händel. Quest'ultima fu eseguita anche a Napoli nel palazzo del duca d'Alvito per il matrimonio di sua nipote Beatrice Tocco Sanseverino con il duca Tolomeo Gallio Trivulzio e fu replicata nel 1711 nel suo teatro di Piedimonte per il matrimonio di suo figlio Pasquale. Nel 1716, i coniugi Gaetani-Sanseverino patrocinarono nella propria residenza napoletana La gloria di primavera di Giuvo e musicata da Alessandro Scarlatti, in occasione della nascita di Leopoldo arciduca d’Austria (morto prematuramente a soli sette mesi), alla presenza della corte vicereale e di tanti altri nobili.
Al mecenatismo della Sanseverino si devono anche altre opere di compositori quali Francesco Mancini, Domenico Sarro, Nicola Porpora, Giuseppe Vignola, Giovanni Paolo de Domenico. Attiva anche nel campo della pittura e della scultura, ebbe tra i suoi protetti Luca Giordano, Giovan Domenico Vinaccia, Francesco Solimena, Paolo De Matteis, Andrea Belvedere e Teresa del Po.

## Nella cultura di massa
La nobildonna fu amata e onorata da molte personalità del suo tempo. Nel 1700, il teologo e poeta Carlo Sernicola dedicò a lei e suo marito Nicola D'Aragona l'opera Ossequi poetici e il drammaturgo, nonché cugino, Andrea Perrucci le dedicò un sonetto. Giacinto Gimma la definì «una delle dame più letterate del secolo», e Bernardo De Dominici la considerò un'«eroina de' nostri tempi». Il compositore Giuseppe Avitrano le rese omaggio ne L'Aurora, la prima delle sue 12 sonate a quattro, op. 3 (1713). Niccolò Amenta le dedicò una commedia dal titolo La Giustina e la definì «nuova Pantasilea de' nostri tempi». Gherardo degli Angioli la elogiò nel sonetto In morte di Aurora Sanseverino.
Tuttavia, si diffusero al tempo alcune critiche che ne diedero un'immagine del tutto differente, accusandola di spacciare poesie altrui per proprie, di concedere appoggio e protezione solo a chi mostrava adulazione e di una relazione extraconiugale con il segretario Niccolò Giuvo. Queste critiche, provenienti da fonti anonime, non hanno mai fornito prove sufficienti in grado di attestarne la veridicità
Gran parte della sua produzione è andata perduta, con soli pochi sonetti e alcuni stralci di commedie musicali a testimoniare la sua attività letteraria. Benché parte della critica moderna abbia bollato il suo lavoro come «non godibile e sostanzialmente artefatto», l'attività poetica della Sanseverino trovò un estimatore come Niccolò Tommaseo, che considerò i suoi componimenti «de' più sentiti ch'abbia la raccolta».